# Jules de La Madelène

Jules de La Madelène wie er in der 1878 in Paris erschienenen Ausgabe von Le marquis des Saffras dargestellt wurde

Jules-François Elzéar de Collet, Baron de La Madelène (* 11. Januar 1820 in Versailles; † 5. November 1859 in Carpentras) war ein französischer Schriftsteller.

## Leben und Werk
Seine Familie stammte aus dem früheren Comtat Venaissin im Département Vaucluse, wo er aufwuchs nachdem sie, kurz nach seiner Geburt in Versailles, dorthin zurückgekehrt war.
Die ersten schriftstellerischen Arbeiten wurden 1840 in der Revue du Comtat in Avignon veröffentlicht. Um Jura zu studieren, ging er nach Paris. Der Republikaner de La Madlène fand dort auch zu mit dem Christentum verbundenen sozialistischen Ideen. Bis zum Jahr der Februarrevolution und des Juniaufstands 1848 erschienen in der Revue indépendante Gedichte und Novellen. Hier traf er auf den vom frühen Sozialismus Saint-Simons beeinflussten Mitbegründer der Zeitschrift Pierre Leroux.
1848 war er in Avignon als Kommissar der provisorischen Regierung der Zweiten Republik tätig. Er kandidierte erfolglos bei den Generalratswahlen im Département Vaucluse. Anlässlich eines Aufstandes der Seidenfabrikarbeiter in Lyon verfasste er 1849 die achtseitige Broschüre  L’Etat de siège (‚Der Belagerungszustand‘), in welcher er sich auf die Seite der Aufständischen stellte und ihre militärische Unterdrückung anprangerte. Nachdem die Republik durch Louis Napoléon zerschlagen und durch das Zweite Kaiserreich ersetzt worden war, beschränkte sich Jules de La Madelène auf seine schriftstellerische Tätigkeit.
Die bereits vor dem Revolutionsjahr 1848 in der Revue indépendante erschienenen Novellen, die noch von der Romantik geprägt waren, konnten 1857 in einem Sammelband mit dem Titel Les Âmes en peine (‚Gepeinigte Seelen‘) im Verlag Michel Lévy veröffentlicht werden. Sein Hauptwerk, der Roman Le marquis des Saffras, wurde 1859 veröffentlicht, nachdem es erstmals bereits in der Revue des Deux Mondes zu lesen gewesen war, aber erfolglos blieb. Im selben Jahr starb de La Madelène nach langer schwerer Krankheit mit 39 Jahren.
Aus dem Nachlass erschienen 1861 in einem Band die Novellen Brigitte und Le Comte Alghiera (‚Graf Alghiera‘). Ende des 19. Jahrhunderts wurde der Marquis des Saffras zwei weitere Male in Frankreich aufgelegt. Zunächst gab ihn Jules de La Madelènes jüngerer Bruder Henry beim Verlag Lemerre neu heraus. Schließlich verlegte ihn der Verlag Michel Lévy erneut. Auf Deutsch erschien er wohl erst 1953 in der DDR als Teil der Reihe Romane der Weltliteratur des Verlages Rütten & Loening unter dem Titel Der Herr vom Sandsteinschloss.